# Serhij Hontschar

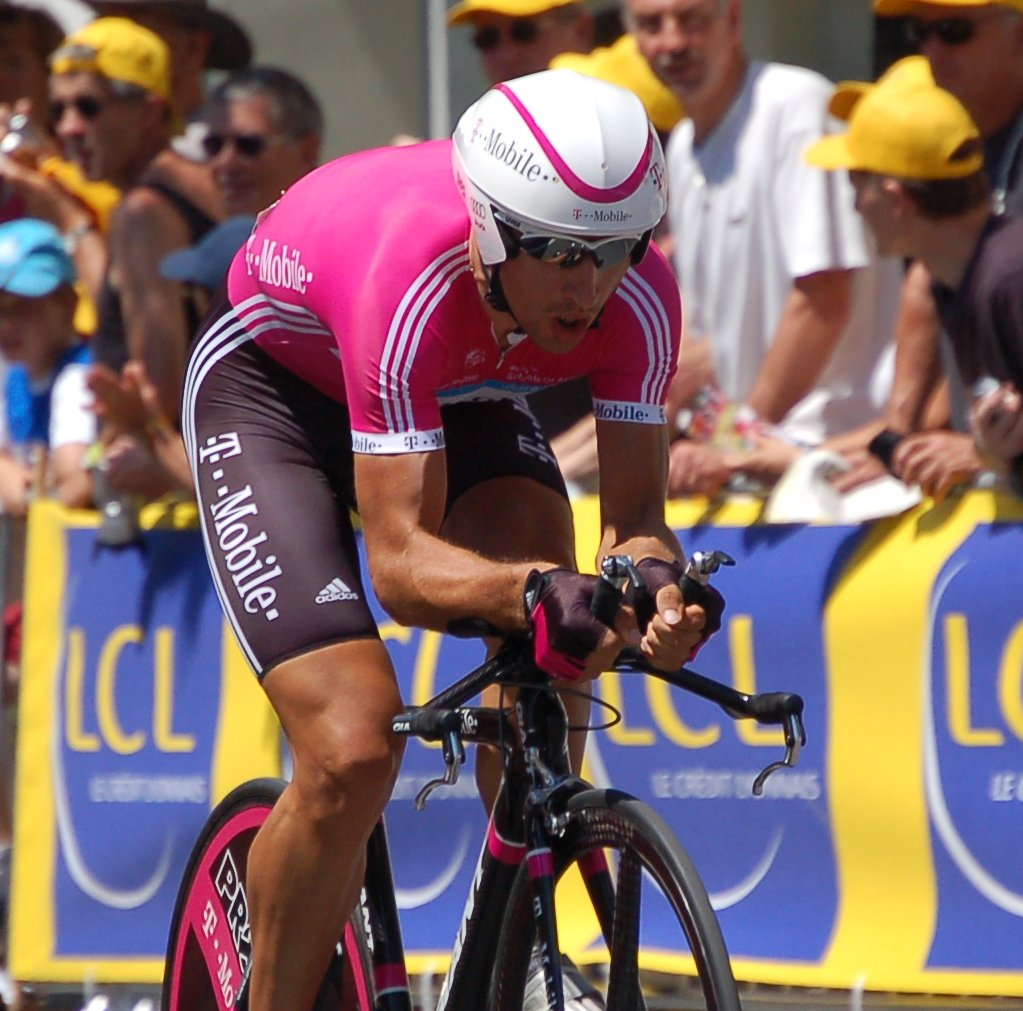
Hontschar beim Prolog der Tour de France 2006

Serhij Hontschar (ukrainisch Сергій Гончар, wiss. Transliteration Serhij Hončar; englische Transkription Serhiy Honchar; * 3. Juli 1970 in Riwne) ist ein ehemaliger ukrainischer Radrennfahrer.

## Karriere
Als Amateur gewann er 1993 die Slowakei-Rundfahrt. Serhij Hontschar war als erstklassiger Zeitfahrer bekannt und hatte auch am Berg Stärken. 1996 begann er als Profi bei Ideal. Er wechselte das Team nahezu jährlich. So fuhr er unter anderem für Cantina Tollo, Vini Caldirola und Fassa Bortolo. 2005 fuhr er in der UCI Pro Tour für Domina Vacanze, bevor er 2006 zum deutschen T-Mobile Team wechselte.
Zu seinen großen Erfolgen zählen der Sieg bei den Straßen-Radweltmeisterschaften 2000 im Einzelzeitfahren, der zweite Platz in der Gesamtwertung des Giro d’Italia 2004 und die mehrmalige ukrainische Meisterschaft im Straßenrennen und im Zeitfahren. Beim Giro d’Italia 2006 durfte er von T-Mobile aus auf eigene Rechnung fahren und eroberte nach der fünften Etappe das Maglia Rosa des Gesamtführenden, das er zwei Tage trug.
Seine mehrfachen Teilnahmen an der Tour de France wurden 2006 mit zwei Erfolgen gekrönt. 2006 sollte er eigentlich einer der wichtigen Helfer für Jan Ullrich beim Kampf um den zweiten Sieg bei der Tour de France werden; nach der Suspendierung Ullrichs wurde er einer der Kapitäne des T-Mobile-Teams. Mit einem deutlichen Sieg im ersten Zeitfahren holte er sich zugleich das Gelbe Trikot. In den Pyrenäen und den Alpen konnte er das Trikot zwar nicht verteidigen, mit dem Sieg im zweiten Zeitfahren am vorletzten Tag der Tour unterstrich er jedoch seine Ausnahmestellung als Zeitfahrspezialist.
Frei von Dopingverdächtigungen ist Hontschar nicht. So wurde er 1999 von der Tour de Suisse ausgeschlossen, weil sein Hämatokritwert über 50 lag, 2001 geriet er während des Giro d’Italia erneut in Verdacht, durfte die Rundfahrt zwar fortsetzen, wurde aber von seinem Team Liquigas anschließend suspendiert. Konkret nachgewiesen werden konnte ihm der Einsatz unerlaubter Mittel jedoch nie. Am 11. Mai 2007 wurde er nach unangekündigten Bluttests während der Tour de Romandie für 30 Tage suspendiert. Im Juni 2007 wurde er wegen „Verstößen gegen den teaminternen Verhaltenscodex“ mit sofortiger Wirkung entlassen. Anfang 2010 beendete er seine Laufbahn, nachdem er kein neues Team gefunden hatte.

## Erfolge
- Weltmeister im Zeitfahren 2000
- 2. Gesamtwertung Giro d’Italia 2004
- 5 Etappensiege Giro d’Italia
- Ukrainischer Meister Straßenrennen 2003
- Ukrainischer Meister Zeitfahren 1996, 1998, 2000 bis 2002
- Sieger Lombardische Woche 2001
- Träger des Maglia Rosa beim Giro d’Italia 2006
- Sieger beider Einzelzeitfahren (7. und 19. Etappe) und dadurch während dreier Etappen auch Träger des Gelben Trikots bei der Tour de France 2006

## Teams
- 1996 Ideal
- 1997 AKI-Safi
- 1998 Cantina Tollo
- 1999 Vini Caldirola
- 2000–2001 Liquigas
- 2002 Fassa Bortolo
- 2003 De Nardi
- 2004 De Nardi
- 2005 Domina Vacanze
- 2006–2007 T-Mobile Team
- 2008 Preti Mangimi
- 2009 Team Corratec